# Окитоа (муниципалитет)
Окитоа (исп. Oquitoa) — муниципалитет в Мексике, штат Сонора, с административным центром в одноимённом посёлке. Численность населения, по данным переписи 2020 года, составила 496 человек.

## Общие сведения
Название Oquitoa с языка индейцев пима можно перевести как — белая женщина.
Площадь муниципалитета равна 916,4 км², что составляет 0,5 % от площади штата, а наиболее высоко расположенное поселение Эль-Табако, находится на высоте 648 метров.
Он граничит с другими муниципалитетами Соноры: на востоке с Тубутамой и Атилем, на юге с Тринчерасом, и на востоке и севере с Альтаром.

## Учреждение и состав
Муниципалитет был образован 24 декабря 1934 года, в его состав входит 11 населённых пунктов, самые крупные из которых:
| Код INEGI                  | Населённый пункт                                                                | Численность населения (2005 год) | Численность населения (2010 год) | Численность населения (2020 год) |
| -------------------------- | ------------------------------------------------------------------------------- | -------------------------------- | -------------------------------- | -------------------------------- |
| 046                        | Всего                                                                           | 409                              | 443                              | 496                              |
| 0001                       | Окитоа (исп. Oquitoa) 30°44′31″ с. ш. 111°44′05″ з. д. (административный центр) | 379                              | 411                              | 474                              |
| 0018                       | Сан-Паскуаль (исп. San Pascual) 30°38′18″ с. ш. 111°35′38″ з. д.                | 3                                | 9                                | 3                                |
| 0031                       | Агуа-Кальенте (исп. Agua Caliente) 30°47′42″ с. ш. 111°38′49″ з. д.             | 4                                | 4                                | 3                                |
| 0022                       | Эль-Табако (исп. El Tabaco) 30°54′50″ с. ш. 111°40′56″ з. д.                    | —                                | —                                | 3                                |
| —                          | Прочие                                                                          | 23                               | 19                               | 13                               |
| Названия на карте Генштаба |                                                                                 |                                  |                                  |                                  |

## Экономическая деятельность
По статистическим данным 2000 года, работоспособное население занято по секторам экономики в следующих пропорциях:
- сельское хозяйство, скотоводство и рыбная ловля — 50 %;
- промышленность и строительство — 9,3 %;
- торговля, сферы услуг и туризма — 38,6 %;
- безработные — 2,1 %.

## Инфраструктура
По статистическим данным 2020 года, инфраструктура развита следующим образом:
- электрификация: 98,7 %;
- водоснабжение: 96,2 %;
- водоотведение: 98,1 %.